# Półzbliżenie

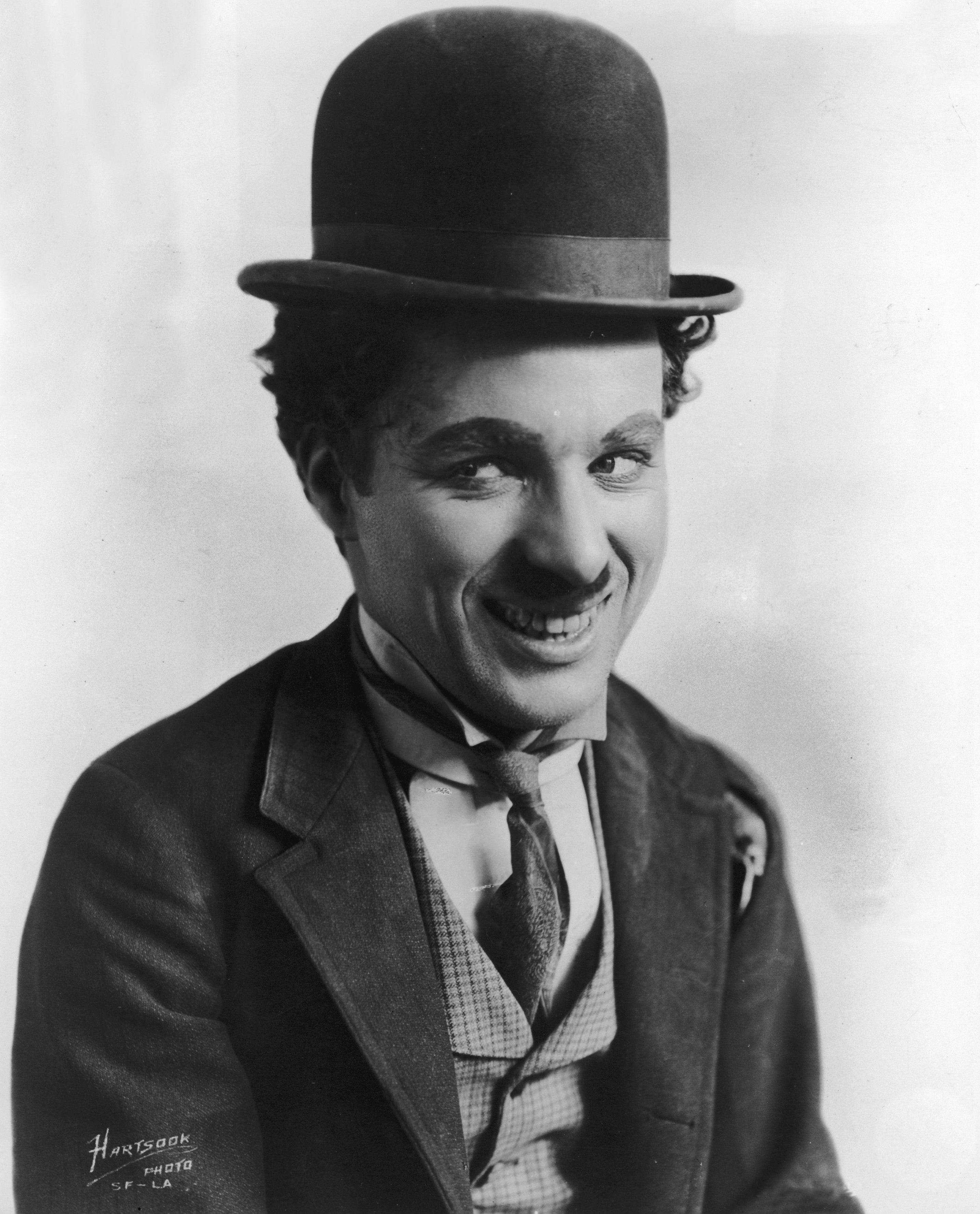
Półzbliżenie (Charlie Chaplin)

Półzbliżenie lub plan bliski – jeden z rodzajów „bliskich” planów filmowych. Ukazuje popiersie postaci ludzkiej, jej mimikę, gestykulację, emocje. Tło jest prawie niewidoczne, zdecydowanie podrzędne wobec postaci. W tym planie można zmieścić najwyżej trzy osoby.  